# Lega cattolica (Germania)
La Lega cattolica (in latino: Liga Catholica; in tedesco: Katholische Liga) fu un'alleanza siglata nel luglio del 1609, fra gli stati tedeschi cattolici in opposizione all'Unione evangelica formata dagli stati tedeschi protestanti. Le tensioni tra le due alleanze sfociarono nella cosiddetta Guerra dei trent'anni.

## Storia
La Lega cattolica andò a sostituire la lega di Landsberg, sciolta per bancarotta nel 1599. Il fondatore fu Massimiliano I di Baviera, che ne fu anche il suo primo comandante generale. Nel 1609 i reali di molti piccoli stati del Sacro Romano Impero si riunirono a Monaco per firmare il trattato, che li impegnava in un'alleanza militare per nove anni.
Verso il termine dei nove anni, vi fu la guerra tra Ferdinando II d'Asburgo e Federico V Elettore Palatino. L'Unione evangelica, invece di parteggiare per Federico V contro la Lega cattolica, che sosteneva Ferdinando, scelse la neutralità col Trattato di Ulma. La Lega sconfisse Federico e il suo esercito nella Battaglia della Montagna Bianca (1620) durante la prima fase della guerra. La Lega cattolica fu successivamente sciolta con la Pace di Praga (1635).